# Itapuã do Oeste
Itapuã do Oeste là một đô thị thuộc bang Rondônia, Brasil. Đô thị này có diện tích 4081 km², dân số năm 2007 là 7905 người, mật độ 1,94 người/km².